# Chāl Kolā
Chāl Kolā (persiska: چال کلا) är en ort i Iran.   Den ligger i provinsen Kohgiluyeh och Buyer Ahmad, i den centrala delen av landet, 500 km söder om huvudstaden Teheran. Chāl Kolā ligger 1 686 meter över havet och antalet invånare är 240.
Terrängen runt Chāl Kolā är kuperad åt sydväst, men åt nordost är den bergig.Runt Chāl Kolā är det ganska glesbefolkat, med 47 invånare per kvadratkilometer. Närmaste större samhälle är Dīshmūk, 13,5 km nordväst om Chāl Kolā. Omgivningarna runt Chāl Kolā är i huvudsak ett öppet busklandskap.